# Ludovico Viberti
Ludovico Blu Art Viberti, född 8 februari 2002, är en italiensk simmare. 

## Karriär
I februari 2024 vid VM i Doha erhöll Viberti brons på 4×100 meter medley efter att ha simmat försöksheatet där Italien sedermera tog medalj i finalen.